# جيمس بي. غيرينوغ
جيمس بي. غيرينوغ (بالإنجليزية: James B. Greenough)‏ هو محامي وأستاذ جامعي أمريكي، ولد في 4 مايو 1833 في بورتلاند في الولايات المتحدة، وتوفي في 11 أكتوبر 1901 في كامبريدج في الولايات المتحدة.